# 아르타슈마라
아르타슈마라(?~?)는 기원전 13세기 미탄니의 왕으로 여겨지는 후르리인이다. 전대 슈타르나 2세(Shuttarna II)와 후대 투슈라타(Tushratta)사이에 피살되기 직전까지 짧게 통치(기원전 1385?~ 1380?)하였거나, 아예 통치하였던 사실이 없던 것으로 추측된다.

## 같이 보기
- 미탄니
- 슈타르나 2세(Shuttarna II)
- 투슈라타(Tushratta)

| 전 대? 슈타르나 2세 | 제7대 미탄니 국왕? 재위 기원전 1385~기원전 1380 | 후 대? 투슈라타 |